# یوکنگ
یوکنگ (به فرانسوی: Uckange) یک کمون در فرانسه است که در Canton of Florange واقع شده‌است.

## خصوصیات
یوکنگ ۵٫۵۶ کیلومترمربع مساحت و ۷٬۹۰۵ نفر جمعیت دارد و ۱۵۷ متر بالاتر از سطح دریا واقع شده‌است.